# José Miguel Ángel Giles Vázquez
José Miguel Ángel Giles Vázquez (* 22. September 1941 in Coatepec Harinas; † 7. September 2005) war ein mexikanischer Geistlicher und römisch-katholischer Bischof von Ciudad Altamirano.

## Leben
José Miguel Ángel Giles Vázquez empfing am 29. Juni 1964 das Sakrament der Priesterweihe.
Am 19. Juni 2004 ernannte ihn Papst Johannes Paul II. zum Bischof von Ciudad Altamirano. Der Erzbischof von Monterrey, José Francisco Robles Ortega, spendete ihm am 2. September desselben Jahres die Bischofsweihe; Mitkonsekratoren waren der Apostolische Nuntius in Mexiko, Erzbischof Giuseppe Bertello, und der Erzbischof von Acapulco, Felipe Aguirre Franco.